# 1996 en architecture
| Années de l'architecture : 1993 - 1994 - 1995 - 1996 - 1997 - 1998 - 1999    |
| Décennies de l'architecture : 1960 - 1970 - 1980 - 1990 - 2000 - 2010 - 2020 |

Cet article présente les faits marquants de l'année 1996 en architecture.

## Réalisations

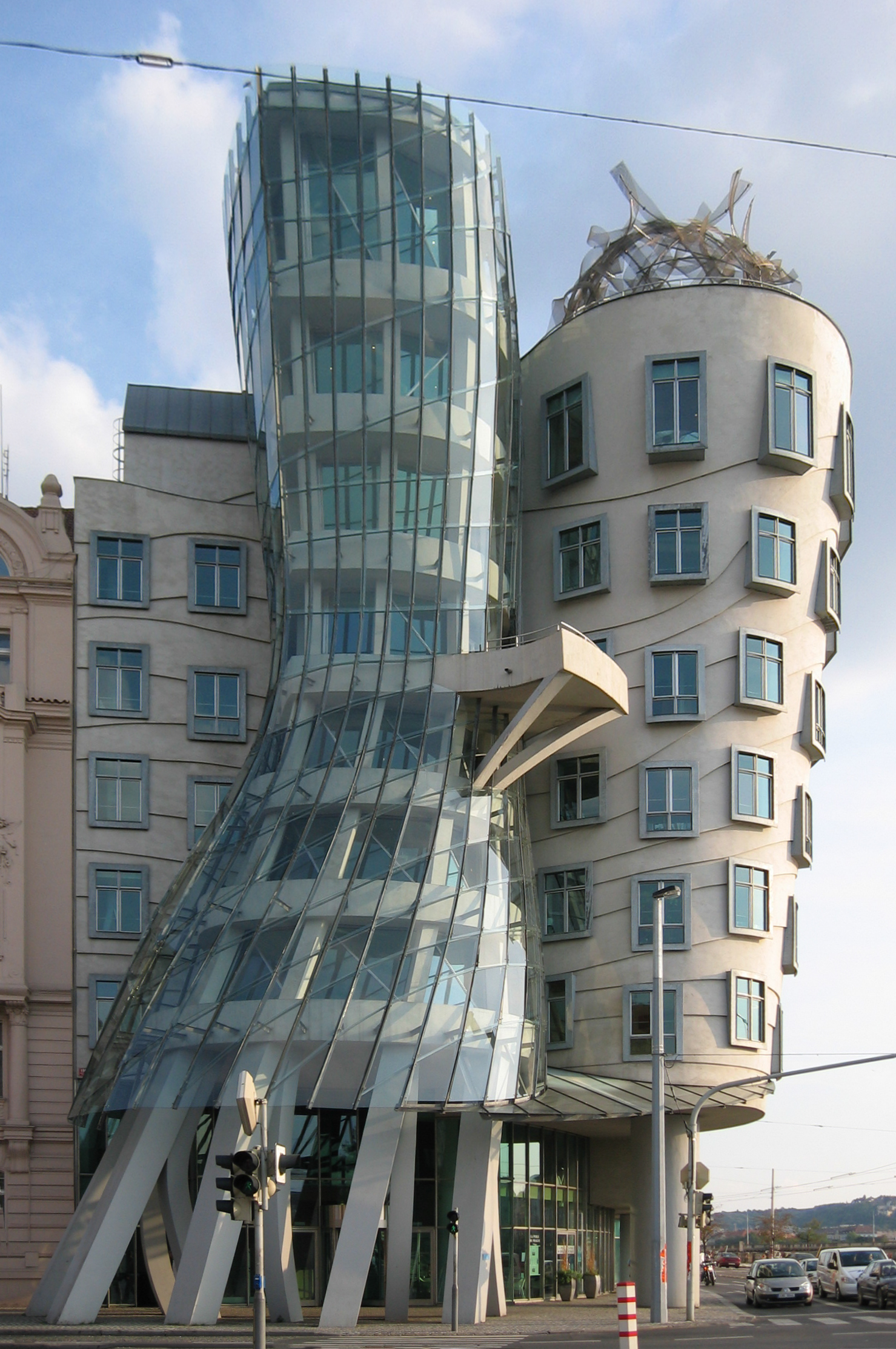
La maison dansante de Frank Gehry

- 6 septembre : inauguration du pont Érasme à Rotterdam construit par Ben van Berkel et Caroline Bos.
- 20 décembre : ouverture de la bibliothèque François-Mitterrand construite à Paris par Dominique Perrault.
- Achèvement de la maison dansante de Frank Gehry et Vlado Milunić à Prague.
- Ouverture du musée d'art contemporain de Niterói au Brésil, dessiné par Oscar Niemeyer.

## Récompenses
- Grand prix national de l'architecture : Bernard Tschumi.
- Prix Pritzker : Rafael Moneo.
- Prix de l'Équerre d'argent : Pierre-Louis Faloci pour le musée de la Civilisation celtique, Mont Beuvray.

## Naissances
- x

## Décès
- 3 juillet : Bernard Zehrfuss (° 20 octobre 1911).